# Abbaye Sainte-Marie de Valmagne
L'abbaye Sainte-Marie de Valmagne est une abbaye cistercienne située à Villeveyrac, dans le département français de l'Hérault en région Occitanie.

## Historique

### La fondation
L'abbaye de Valmagne  est fondée en 1138 par Raymond Trencavel, vicomte de Béziers. Cette fondation est confirmée l'année suivante par l'évêque d'Agde (1139). Les premiers moines viennent de l'abbaye Notre-Dame d'Ardorel située dans le Mazamétain. Dépendante de l'abbaye de Cadouin, Valmagne suit d'abord la règle bénédictine. Le fort développement de l'ordre cistercien amène cependant l'abbaye à demander assez vite, en 1144, son détachement d'Ardorel et de Cadouin afin d'être rattachée à Bonnevaux, fondation de Cîteaux, dans le Dauphiné. Trencavel s'y oppose sans succès : le rattachement est effectif en 1145. En 1159, le pape Adrien IV confirme cette affiliation cistercienne. L'abbaye respectera alors les règles morales et architecturales de saint Bernard.

### La splendeur

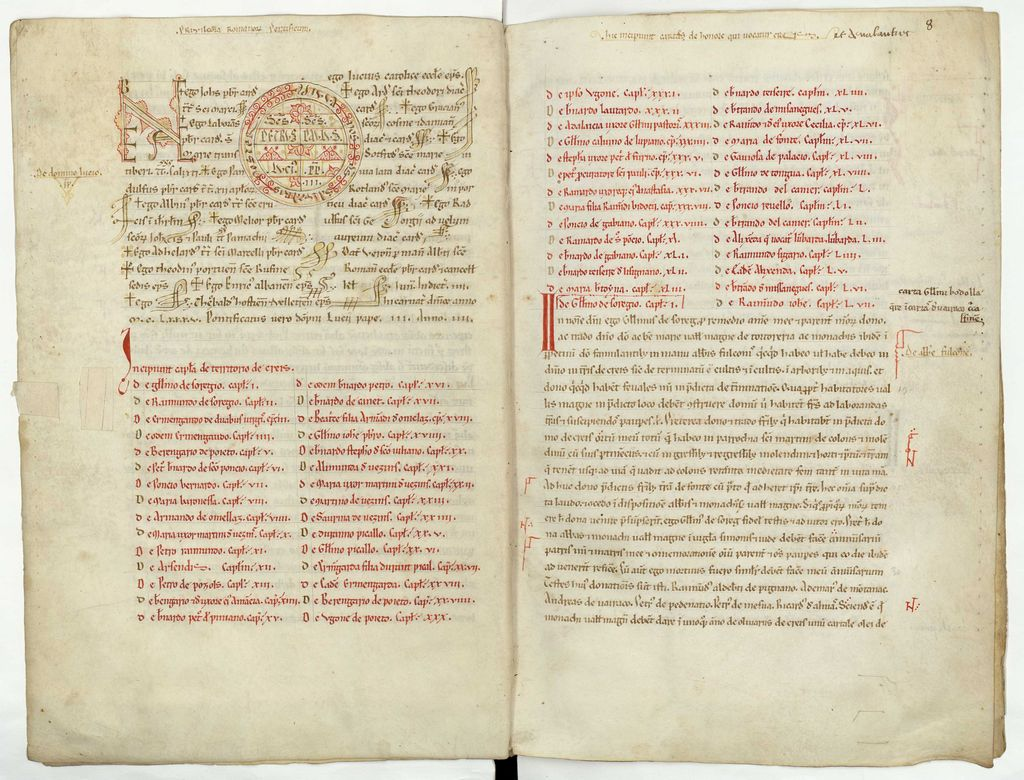
Cartulaire de l'abbaye de Valmagne : tome I (1138-1195). Archives départementales de l'Hérault. Cote : 9 H 37.

À l'image de Cîteaux, l'abbaye de Valmagne connaît une époque de splendeur avec d'abondantes donations, qui font que la richesse de la communauté sera considérable. Ainsi, une série de granges est établie dans la région et les relations avec la noblesse locale sont excellentes. Au début du XIIIe siècle, le cartulaire de l'abbaye mentionne des granges à Crès, Marcouine, Vayrac, Fondouce, Mèze (pêcheries de l'étang de Thau), Saint-Martin-de-la-Garrigue ; une série de moulins sur l'Hérault entre Paulhan et Aumes. À ces possessions rurales s'ajoutent des maisons urbaines et suburbaines, à Béziers et à Montpellier (où les maisons du portail de Saint-Guilhem et du cimetière des Juifs forment le studium des cisterciens à Montpellier). Un vignoble de 10 arpents (environ 5 hectares) est aussi mis en place par des moines bourguignons, eux-mêmes à l'origine du célèbre Clos-Vougeot. La décision de reconstruire en 1257 une nouvelle église gothique sur les bases du premier édifice roman devenu trop exigu, alors que celui-ci n'a qu'un siècle d'existence, témoigne aussi de cette puissance. Au XIVe siècle, un cloître gothique remplace le précédent, roman, tout en conservant des éléments. Du XIIe siècle au début du XIVe siècle, Valmagne est une des abbayes les plus riches du sud de la France. Elle compte alors près de 300 moines.

### La décadence
Les premiers problèmes surviennent lors de la guerre de Cent Ans, époque du "grand malheur". L'épidémie de peste noire dévaste la région en 1348 : de nombreux moines meurent, d'autres fuient l'abbaye. De même, le passage des grandes compagnies et autres mercenaires endommage Valmagne. Peu à peu, les abbés, élus par les moines, ne parviennent plus à faire face aux dépenses et certaines dépendances sont vendues. À partir de 1477, l'abbaye est alors dirigée par des abbés commendataires : pour améliorer la gestion, ces derniers, désignés par le roi, sont choisis au-dehors et non plus parmi les membres de la communauté. Ces modifications conduisent à un certain relâchement de la vie religieuse et au désintéressement relatif de l'abbé pour son abbaye. Lors des guerres de Religion, l'abbaye est presque abandonnée. L'abbé Vincent Concomblet de Saint-Séverin, en poste depuis quatre ans, embrasse la religion réformée et fait le siège des lieux. En 1575, une attaque des Huguenots brise tous les vitraux de l'église ; les dégâts sont considérables, notamment dans le cloître. Les moines sont massacrés lors de ces conflits. L'un d'entre eux, le moine Nonenque était le moine cellérier de l'abbaye. Réputé pour ses grandes compétences vinicoles, Nonenque est aujourd'hui devenue le nom d'une des  premières cuvées du domaine de Valmagne. En 1625, il est demandé à un maître-maçon installé à Saint-Pargoire de procéder à la consolidation de l'église en refermant par des pierres les anciennes ouvertures laissées béantes depuis la destruction des vitraux lors des guerres de religion.

### La rénovation et la fermeture
Pendant une quarantaine d'années, l'abbaye reste déserte : elle devient un repaire de brigands. Les moines reviennent à Valmagne au début du XVIIe siècle. Ils font revivre l'abbaye en commençant par des travaux de restauration. Des parties de l'église, notamment les fenêtres aux vitraux brisés, sont ainsi murées pour éviter toute chute. Quant au cloître, il est restauré. La remise en ordre des bâtiments s'étend cependant sur toute la durée du siècle. À partir de 1680, un nouvel abbé commendataire, le cardinal Pierre de Bonzi, archevêque de Toulouse et Narbonne et président des États du Languedoc, cherche à transformer Valmagne en palais épiscopal et à lui rendre son lustre passé. En prélat bâtisseur, il dote l'abbaye d'un bel escalier d'honneur, rehausse le cloître d'un étage et crée un jardin à la française. En 1698, Bonzi cède l'abbaye à son neveu, Armand Pierre de La Croix de Castries. Toutefois, au début du siècle suivant, des travaux importants sont encore nécessaires dans l'église mais les moyens financiers commencent à manquer : l'abbaye est endettée ! Dans les dernières années du XVIIIe siècle, la communauté des moines est très réduite. Lors de la Révolution française, l'abbaye est à nouveau saccagée. Des paysans révoltés brûlent mobilier, tableaux et archives. En 1790, les trois derniers moines quittent Valmagne et se réfugient à Barcelone en emportant le peu d'objets de valeur restant. L'abbaye devient bien national. Elle est vendue en 1791 à M. Granier-Joyeuse qui transforme l'église en chai (cellier). Des foudres sont alors installés dans les chapelles latérales et axiales de l'église. En raison de mésententes, les héritiers de l'entrepreneur cherchent ensuite à s'en séparer. Avec la permission de l'Évêché (?) , elle est rachetée par le comte de Turenne en 1838. Jamais revendue depuis, l'abbaye de Valmagne demeure désormais dans la descendance de cette famille qui se consacre elle aussi à la viticulture.

### Le statut actuel
L'église, le cloître et la salle capitulaire sont classés aux monuments historiques le 11 avril 1947, et l'abbaye tout entière inscrite le 25 mars 1994 ; ce classement et cette inscription sont annulés par l'arrêté du 10 mars 1997, qui classe l'ensemble de l'abbaye. Celle-ci accueille aujourd'hui de temps en temps des manifestations culturelles (concerts classiques). Elle est également ouverte aux visites touristiques depuis 1975. La série télévisée Prière d'enquêter y est en partie tournée.

## Description

### L'église

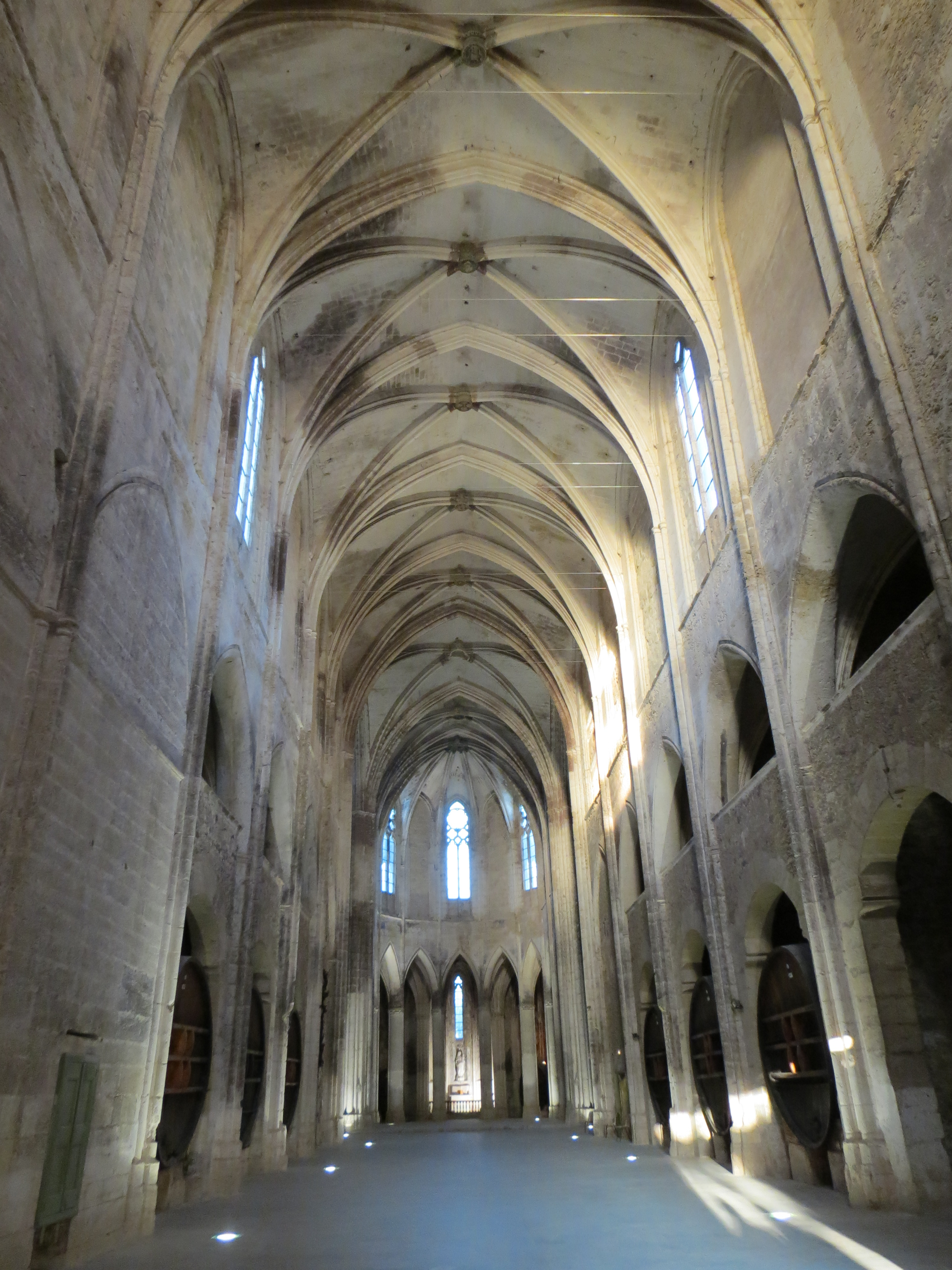
La nef.

L'église actuelle, de style gothique rayonnant, fut reconstruite à partir de 1257 sur les fondations d'une église romane devenue trop petite. Mesurant 83 m de long et 23 m de haut, cet édifice de grandes dimensions est d'une élévation très hardie et gracieuse ; il correspond d'ailleurs plus au style gothique que l'on rencontre dans le nord de la France. Bâti en pierre locale, le calcaire coquillé, le monument est dans un état général de conservation relativement satisfaisant malgré quelques contreforts qui se sont écroulés.
La façade principale est précédée par un narthex encadré de deux puissantes tours de défense. Le narthex de l'église servait de vestibule pour la célébration de la messe pour les fidèles des environs. Il servait également de lieu de baptême pour les catéchumènes. Il est constitué de trois travées séparées par des arcs à doubleaux chanfreinés. Les chapiteaux et les culots de l'archivolte sont décorés en contradiction avec la règle cistercienne : "Secret de la Sagesse", "Moine partagé entre le Bien et le Mal", "Moine soutenant les Pécheurs", "Saint Louis à la tête couronnée et fleur de lysée".
L'église est composée d'une nef de sept travées, (vaisseau central et deux collatéraux), débouchant sur un transept peu saillant qui s'ouvre sur neuf chapelles (dont sept rayonnantes). Le déambulatoire du choeur donne une forte impression de profondeur grâce à quelques artifices architecturaux : piliers en amande, rétrécissement de l'espace entre les piles du chœur au fur et à mesure que l'on se rapproche du chevet et par conséquent arcs se brisant de plus en plus vers la partie centrale. Le transept s'ouvre, à droite, sur la "Porte des Matines" menant au dortoir des moines (et permettant l'accès direct des profès aux offices de nuit) et, à gauche, sur la "Porte des Morts" conduisant au cimetière destiné aux moines et autres généreux donateurs.
Soumise à la règle cistercienne, la décoration de l'église est par conséquent réduite au minimum : clés de voûte des croisées d'ogives et éléments végétaux sur les chapiteaux des piliers. On remarque plus précisément la clé de voûte de l'abside représentant le couronnement de la vierge et celle de la travée du chœur montrant saint Benoît et saint Bernard. La chapelle du chevet est également ornée d'une vierge du XVIIe siècle. Un clocher mur, à trois ouvertures, rappelle les "triplets cisterciens" (comme dans la salle capitulaire). Par ailleurs, le bâtiment héberge encore les foudres (inutilisés aujourd'hui) de la production de vin du domaine local dans les chapelles latérales (l'église ayant été transformée en chai sous la Révolution).

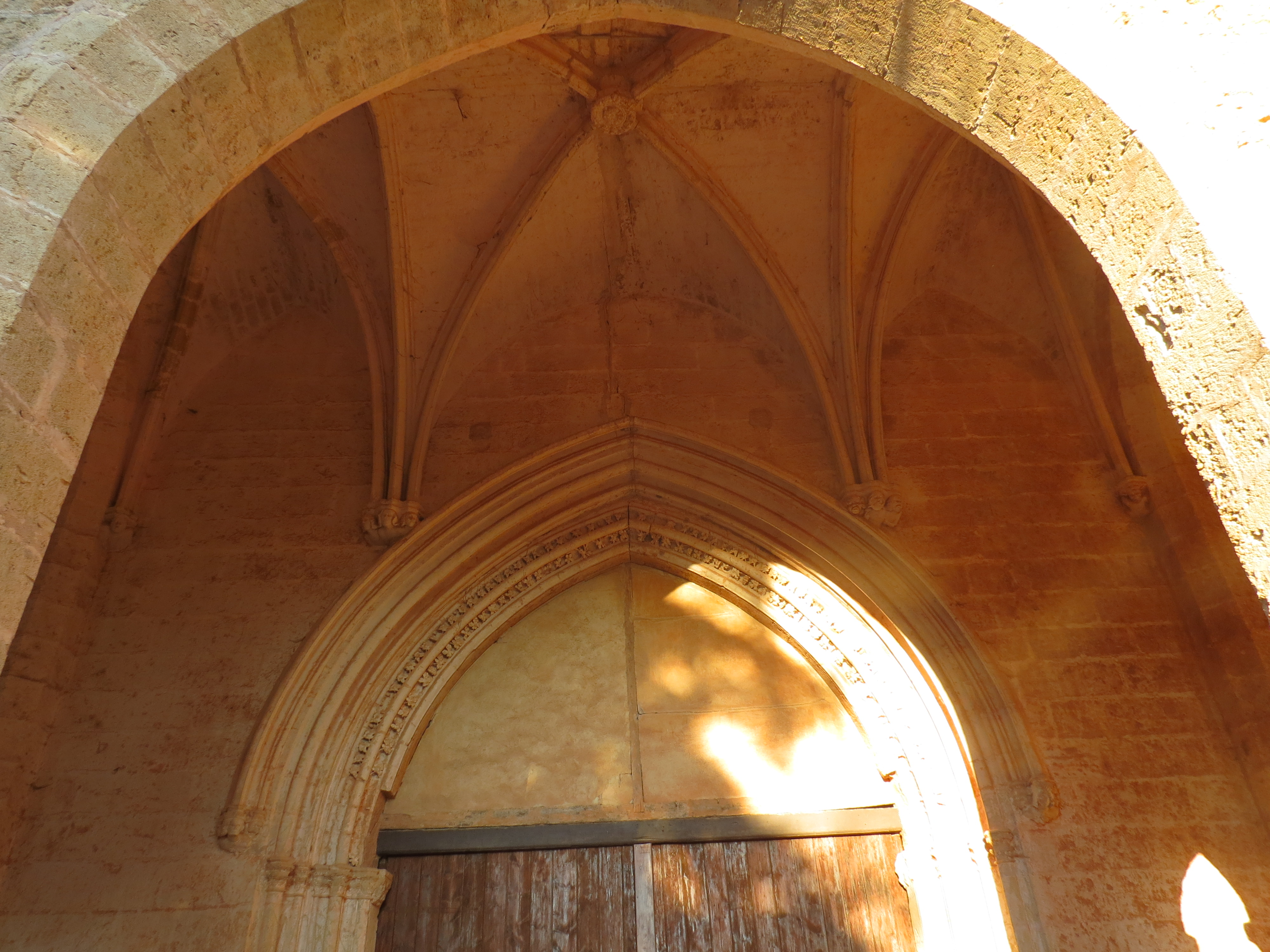
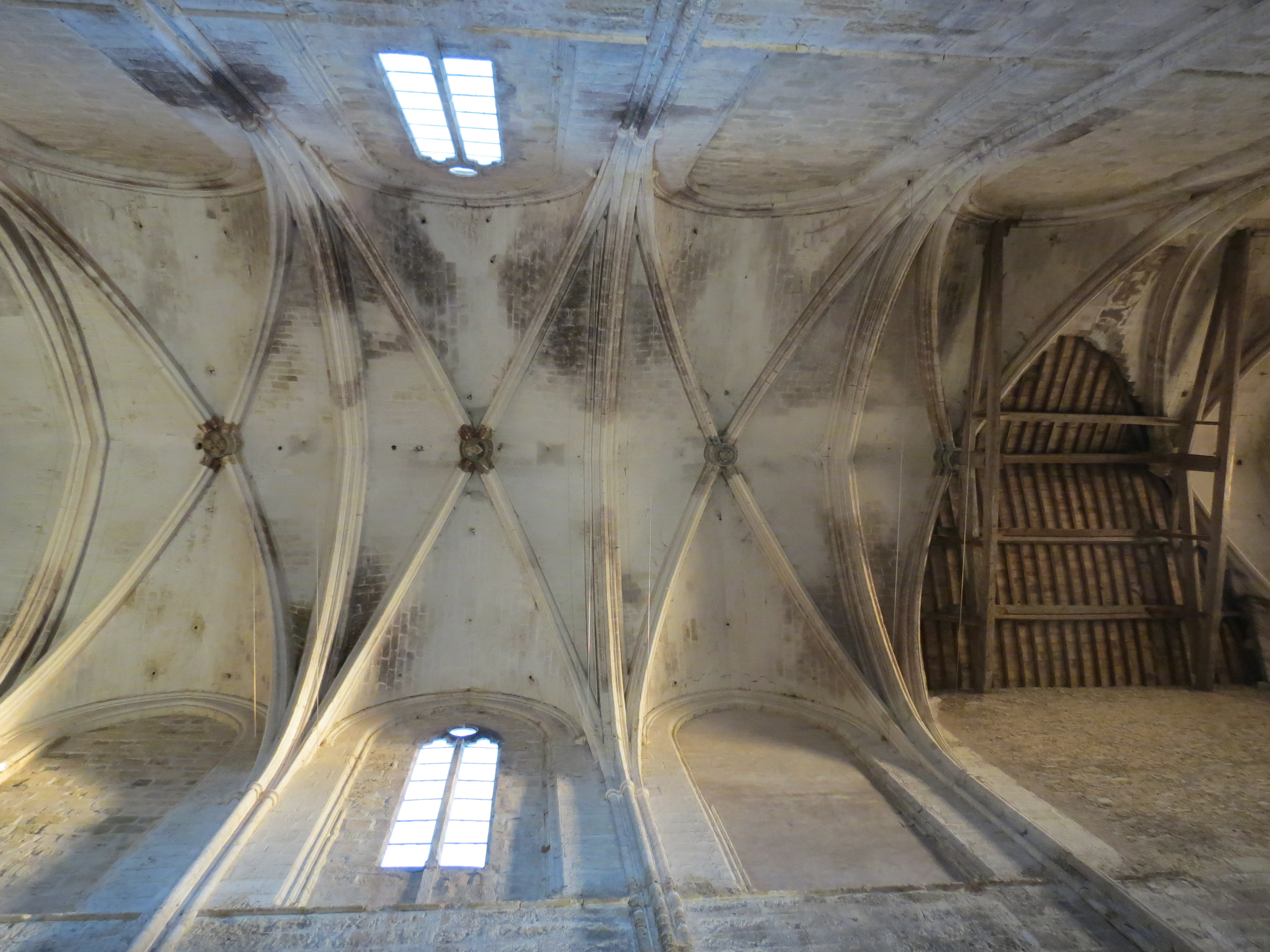
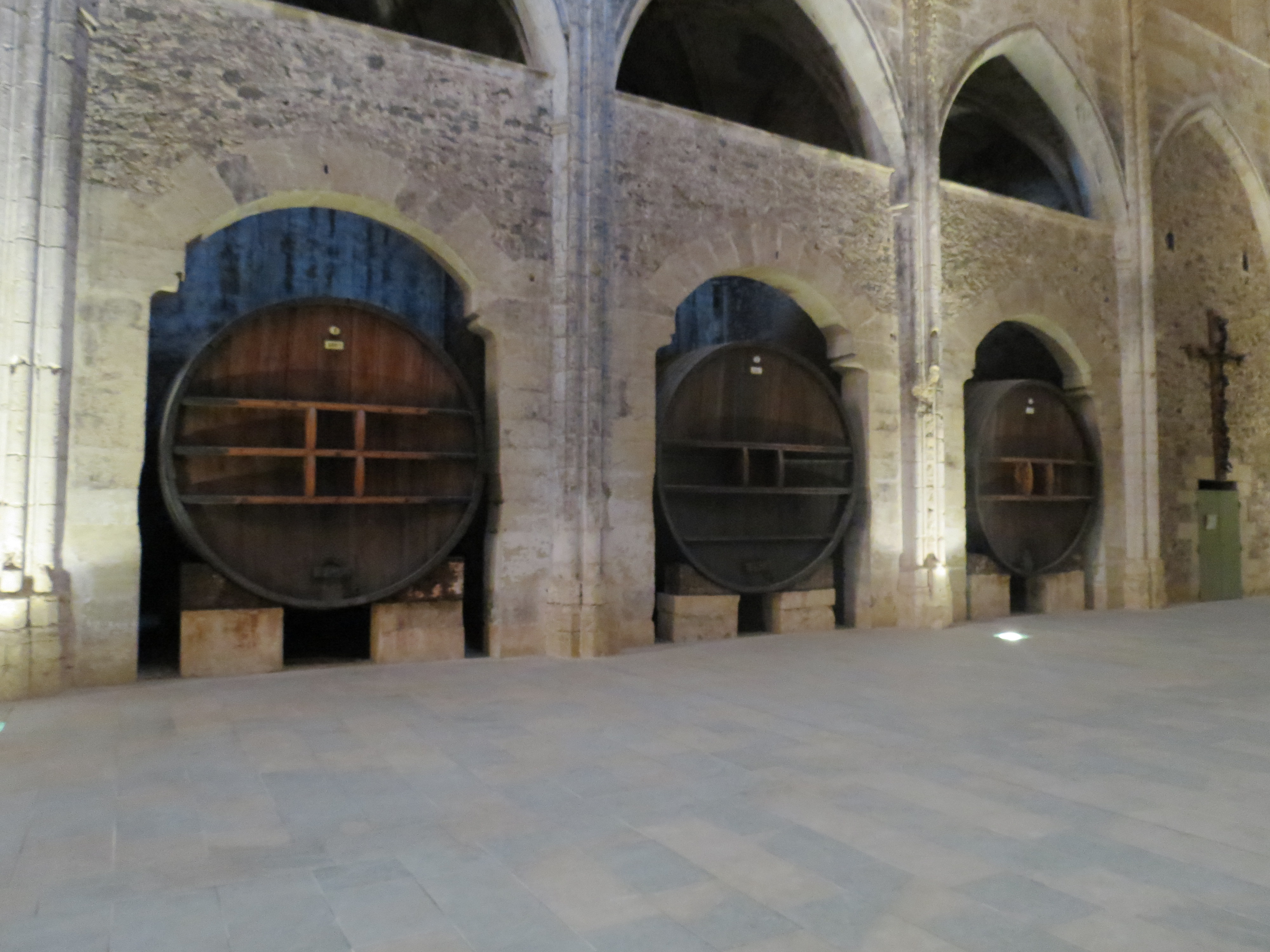
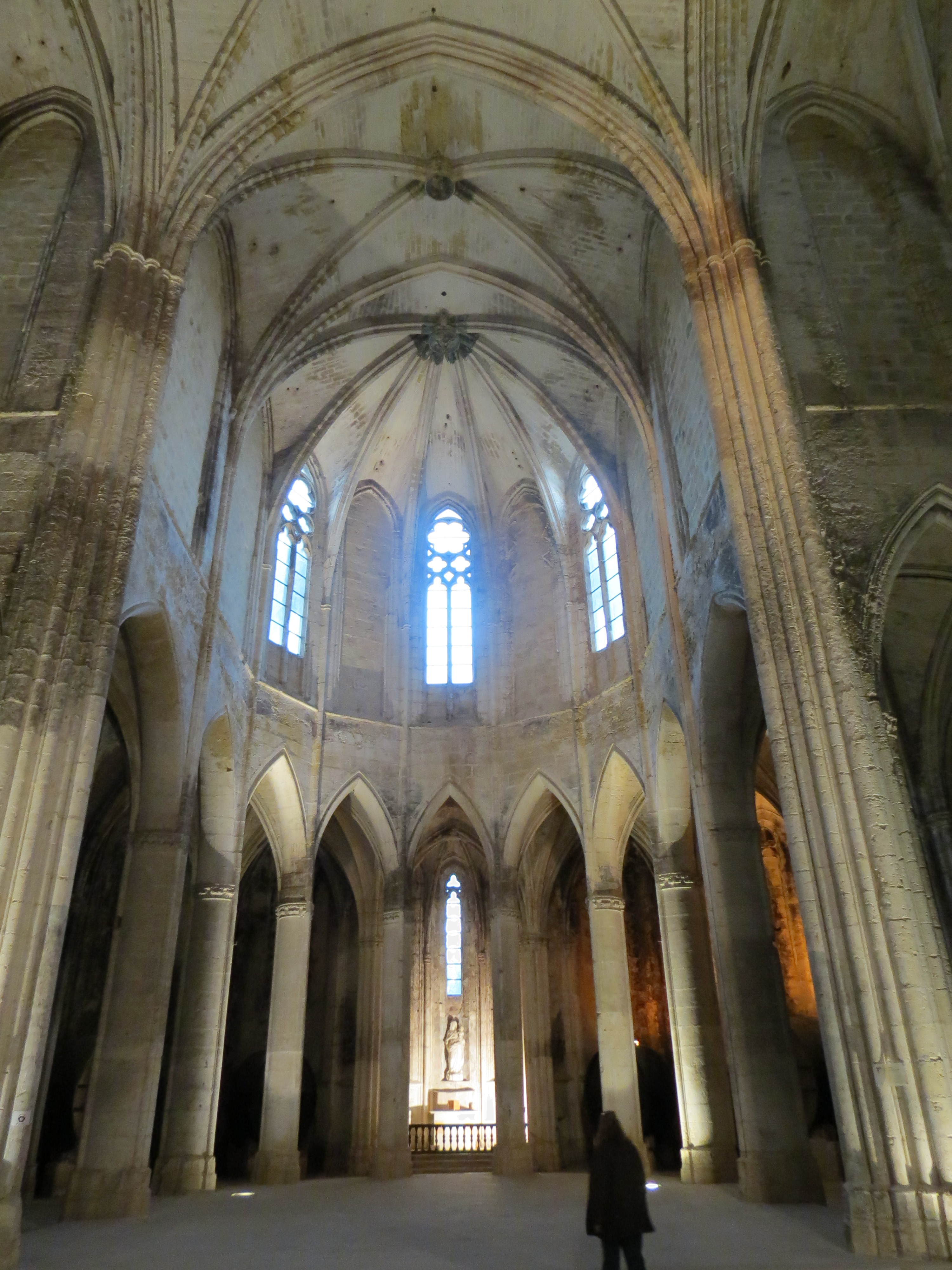
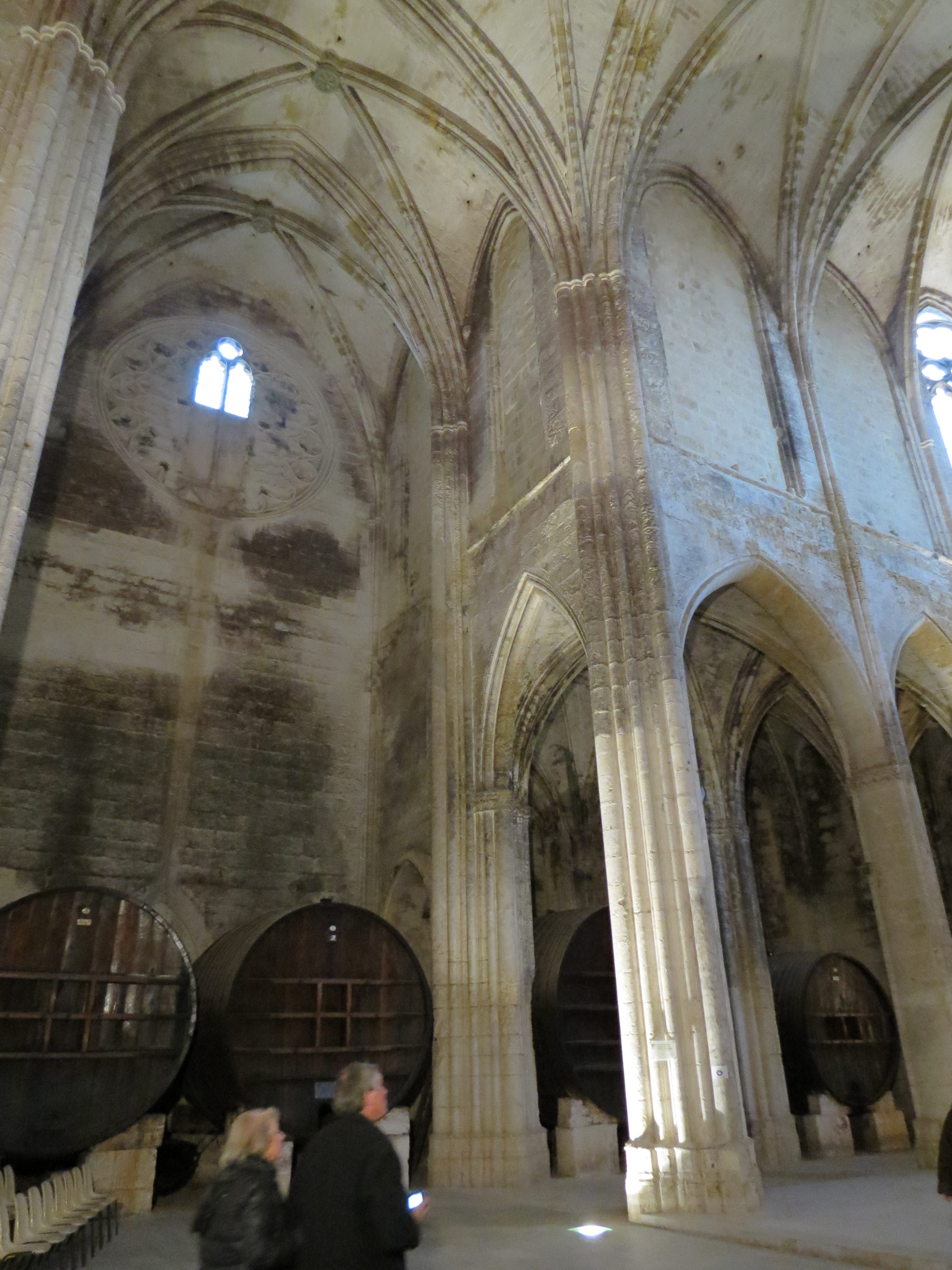
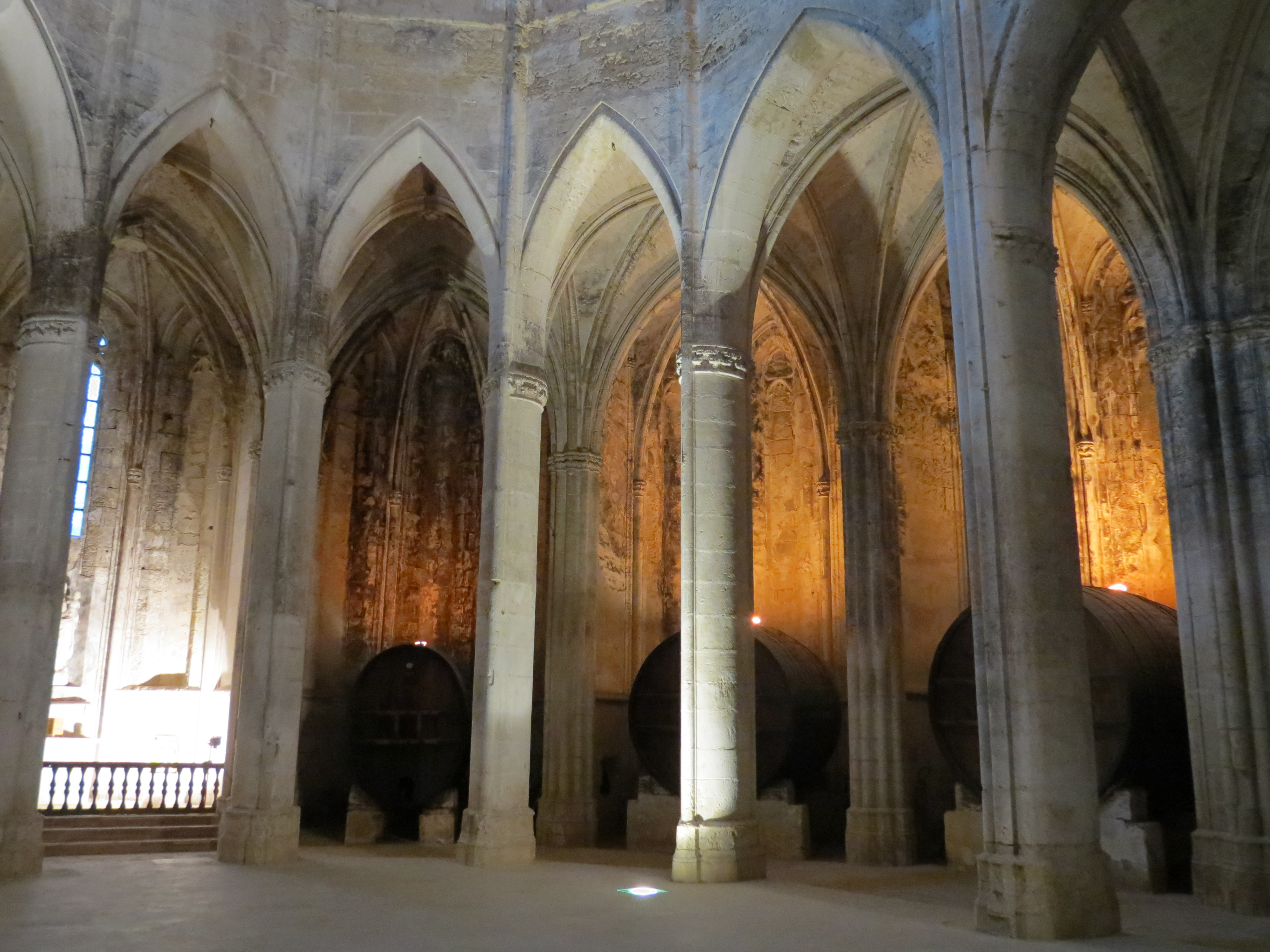
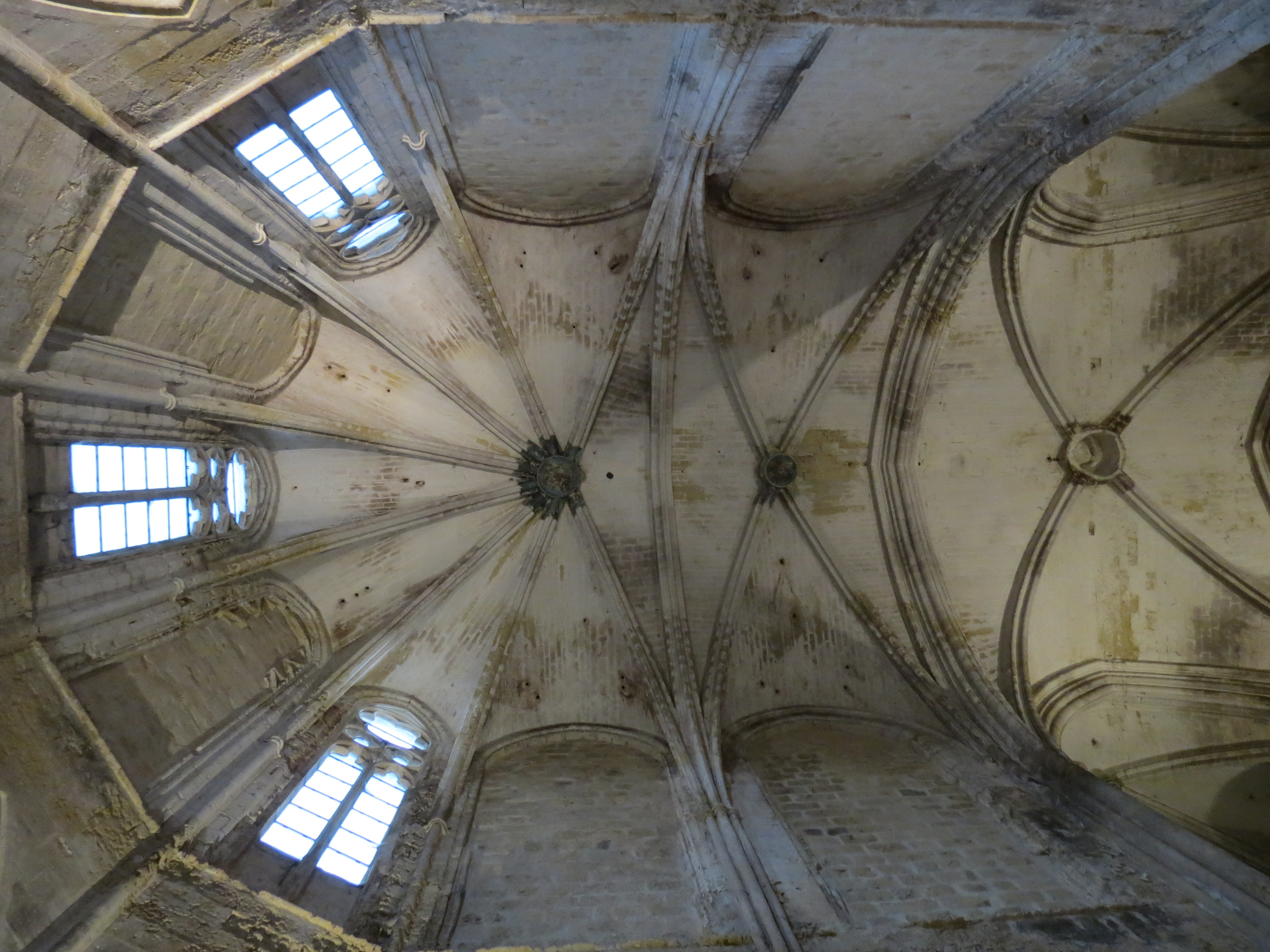

### Le cloître

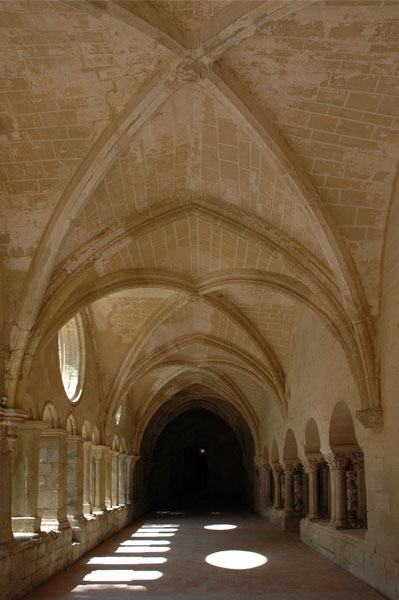
Le cloître.

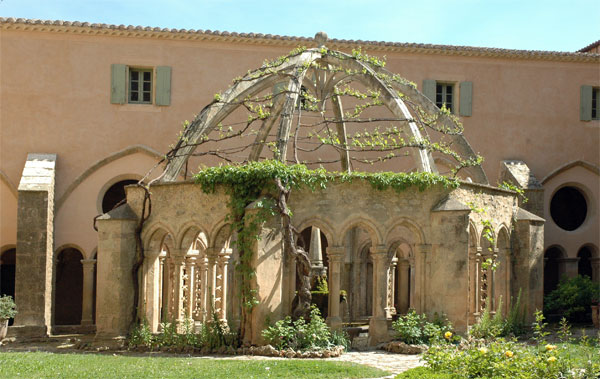
Le lavabo et la fontaine.

L'aile est du cloître date du XIIe siècle, ainsi que la bibliothèque, la sacristie, la salle capitulaire, le parloir et la salle des moines. le reste du cloître, date du XIVe siècle. Il est constitué d'une cour de grandes dimensions fermée de chaque côté par cinq grandes arches séparées par des contreforts. Chacune de ces arches présente une suite de quatre arcs plus petits eux-mêmes surmontés d'un oculus. Au-delà de ces arches, quatre galeries font office de préau. La galerie nord servait à la lecture et au mandatum tandis que la galerie orientale, la plus ancienne, ouvrait sur l'armarium, la sacristie, la salle capitulaire et le parloir. L'armarium est très modeste : étagères de livres de prières couronnées d'un plein cintre en dents de scie. La sacristie, surmontée d'une voûte romane et précédée d'une porte en plein cintre également ornée d'une décoration en dents de scie, est la chapelle de l'abbé qui y conservait les objets du culte. La galerie ouest, ou "aile des convers", longe des bâtiments du XIIe siècle (réfectoire des convers) tandis que la galerie méridionale précède le réfectoire des moines.
Près de l'aile sud du cloître, le lavabo se trouve devant le réfectoire (afin que les moines se purifient les mains avant de toucher le pain, symbole sacré). Une clôture octogonale avec une série de trois arcs de chaque côté, reposant sur des colonnettes jumelées, enserre une fontaine. Un répertoire varié (trilobes, quatre feuilles, anneaux), aux remplages monoblocs, complète cet ensemble. Celui-ci est couvert de huit nervures de pierre se réunissant au centre par une clé pendante. La végétation, apportant de l'ombre au lieu en plein été, est supportée par une treille. Alimentée par la source de Diane, la fontaine déverse son eau pure de la vasque supérieure vers un bassin octogonal par quatre têtes de griffons.
Le jardin du cloître, enserré entre les quatre galeries et autour de la fontaine-lavabo, expose des roses de Cîteaux, créées par Delbard, et des bambous noirs, lui conférant ainsi un charme tout à fait particulier.

### Salle capitulaire

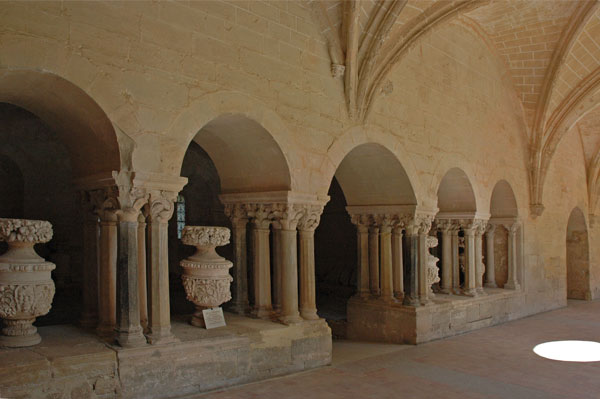
Entrée de la salle capitulaire.

Cette salle constitue une des parties les plus anciennes (XIIe siècle) et les plus importantes de l'abbaye. Les moines y viennent tous les matins, au sortir de l'office. Les profès sur les bancs de pierre, les convers, sans "voix au chapître", dans la galerie et l'abbé sur sa chaire adossée à l'orient, on y lit la règle, le "rouleau des morts" et autres nouvelles de l'ordre. On y rend aussi la justice.
Son accès s'effectue, depuis le cloître, par un portail flanqué de grandes fenêtres doubles de chaque côté, le tout supporté par des colonnettes et des chapiteaux de différents types : feuille d'acanthe, feuille plate, feuille d'eau. Certaines de ces colonnes sont en marbre et proviennent sans doute d'une villa romaine préexistante. De beaux vases du cardinal de Bonzi ont été placés entre les baies. Une nef unique, sans piliers, supporte la voûte surbaissée en anse de panier. À l'est, sur le mur du fond, s'ouvre une fenêtre à trois ouvertures ("triplet cistercien" en souvenir de la trinité). Des fragments du jubé mutilé lors des guerres de Religion, aujourd'hui réinstallés sur les bancs, avaient été utilisés par les moines pour bâtir l'escalier menant à la Porte des Matines. On peut encore admirer certaines scènes : "Les Saintes Femmes au Tombeau", "Mise en croix", "Annonciation", "Baptême du Christ", "Déposition", "Arrivée du Christ à Jérusalem", "Jésus parmi les Docteurs".

### Les autres éléments
D'autres éléments de moindre importance complètent l'ensemble : le réfectoire, avec de beaux vitraux et une cheminée renaissance, le caveau, le dortoir (à l'étage) et la chambre d'hôte (dans le bâtiment épiscopal ajouté au XVIIe siècle). Depuis les transformations du cardinal de Bonzi, la salle des moines (ou scriptorium) et le parloir n'existent plus.
Le jardin de Saint-Blaise, situé à l'extérieur, près de la Porterie (ou chapelle Saint-Blaise), reconstitue un jardin médiéval : "hortus" (plantes potagères) et "herbularius" (plantes médicinales ou simples).

## Vignoble

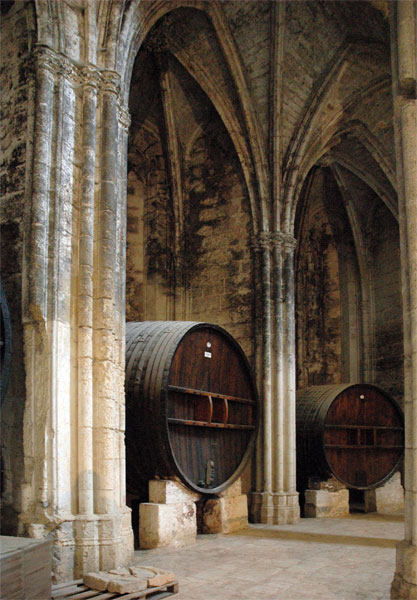
Les chais.

Les moines cisterciens plantent de la vigne à Valmagne dès le XIIe siècle, comme dans toutes leurs abbayes qui sont à l'origine, notamment, des grands vignobles bourguignons. Depuis, ce terroir a toujours porté de la vigne. Au XVIe siècle, les 10 arpents (5 hectares) permettent la production d'un vin de qualité (rôle du frère Nonenque). Granier-Joyeuse transforme l'église en chai au début du XIXe siècle ; en 1820, des foudres en chêne de Russie sont installés dans la nef. On appelle le site la « cathédrale des vignes ». Les vins sont alors exportés jusqu'au Mexique. Entre les deux guerres, ils sont vendus à Paris, rue Mouffetard.
De nos jours, la production (sur un ensemble de 75 hectares) est encore largement diffusée. Deux terroirs s'affirment sur la propriété. Le premier, devant l'abbaye, au sol argilo-calcaire, donne des blancs principalement ; ce sont les classiques de l'appellation. Le second, au nord, derrière l'abbaye, et séparé du précédent par une barrière rocheuse, s'étend sur 12 hectares riches en marnes et grès rouges (parcelle de « la Grand Combe ») : il donne des vins rouges de qualité (cuvée « de Turenne »). Depuis 1985, ces parties les plus escarpées ont été classées AOC (30 ha).

L'abbaye abrite également un petit conservatoire de cépages.

## Galerie

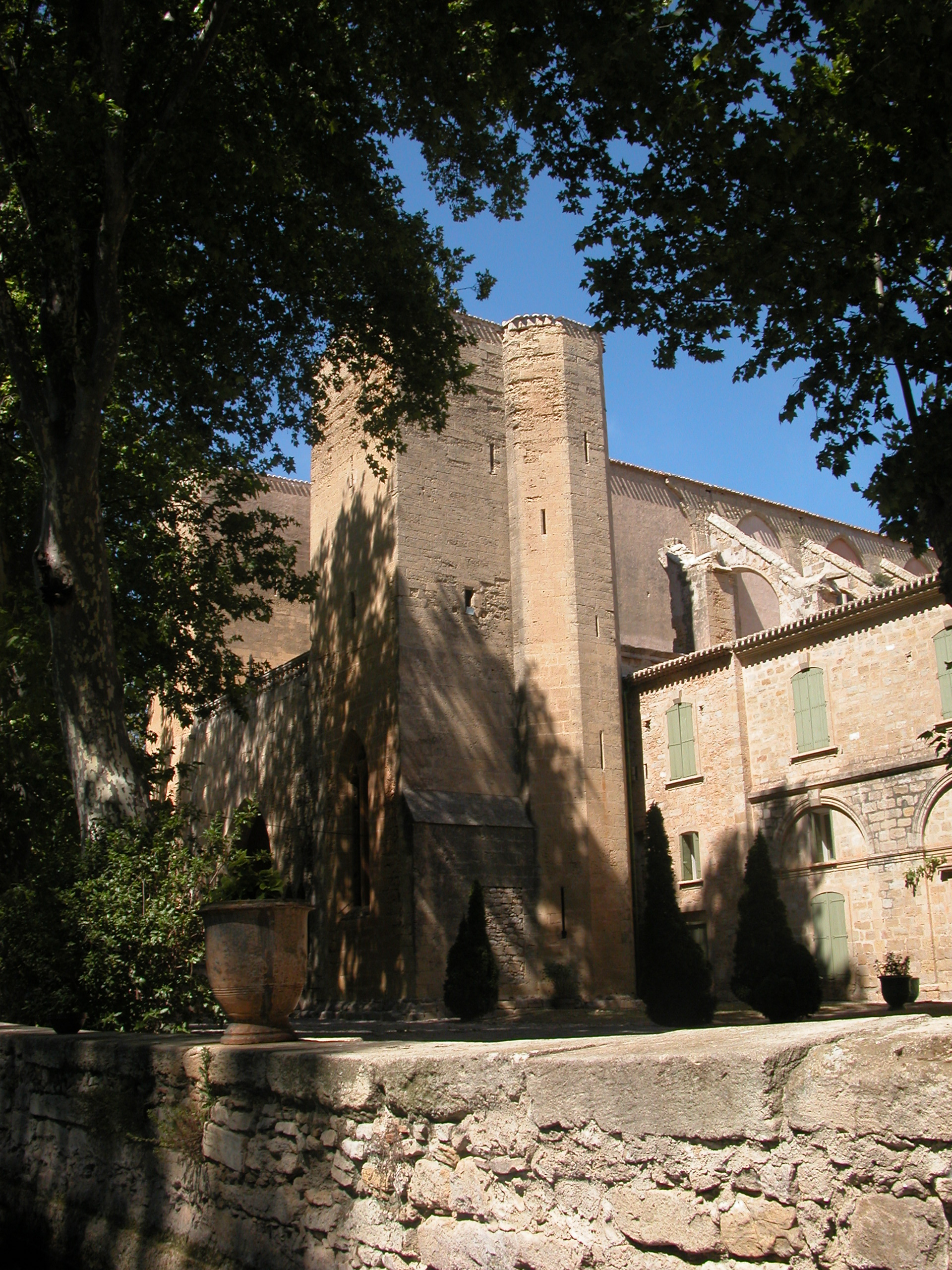
Vue depuis l'entrée.
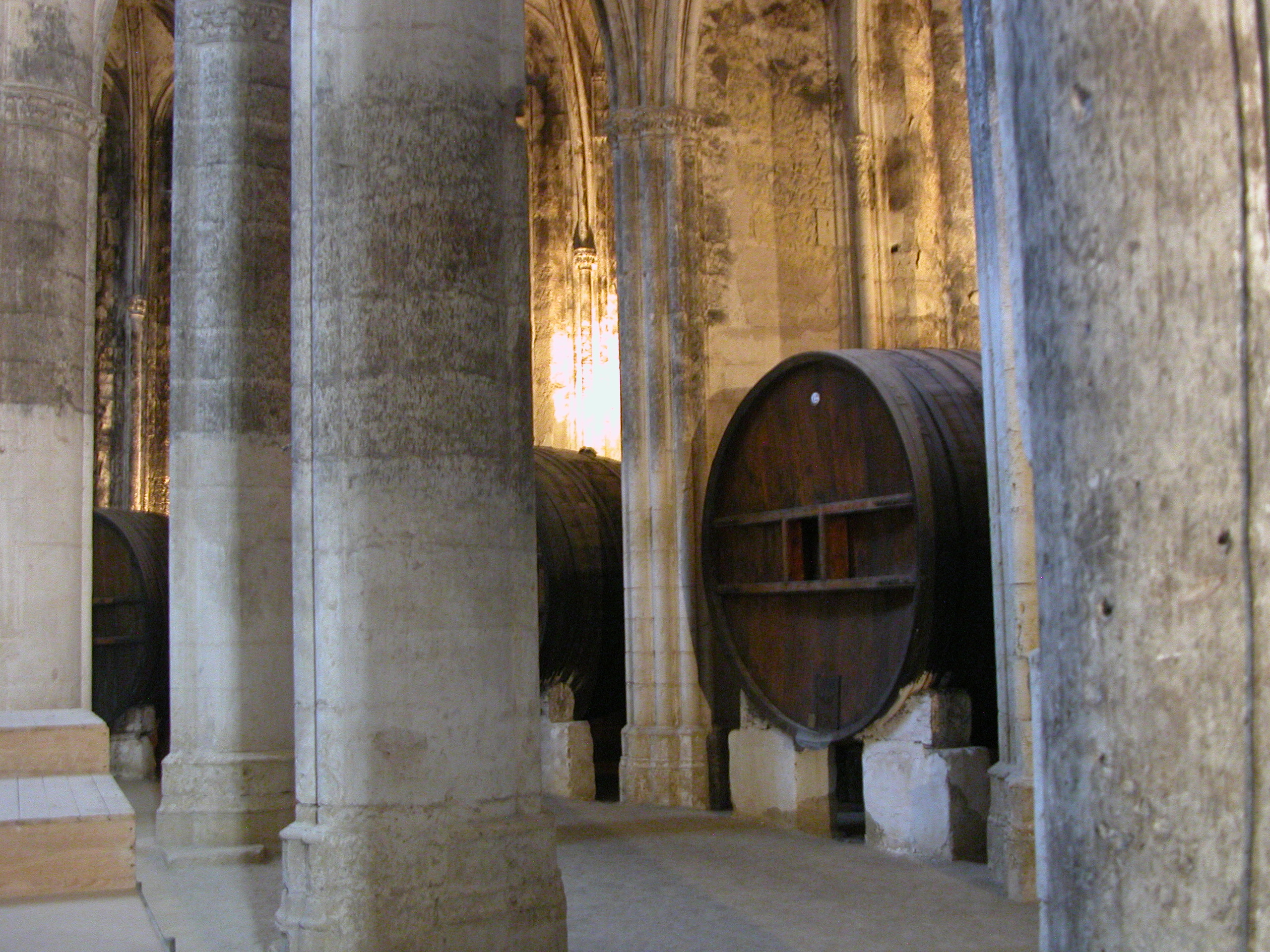
Église (transformée en chai).
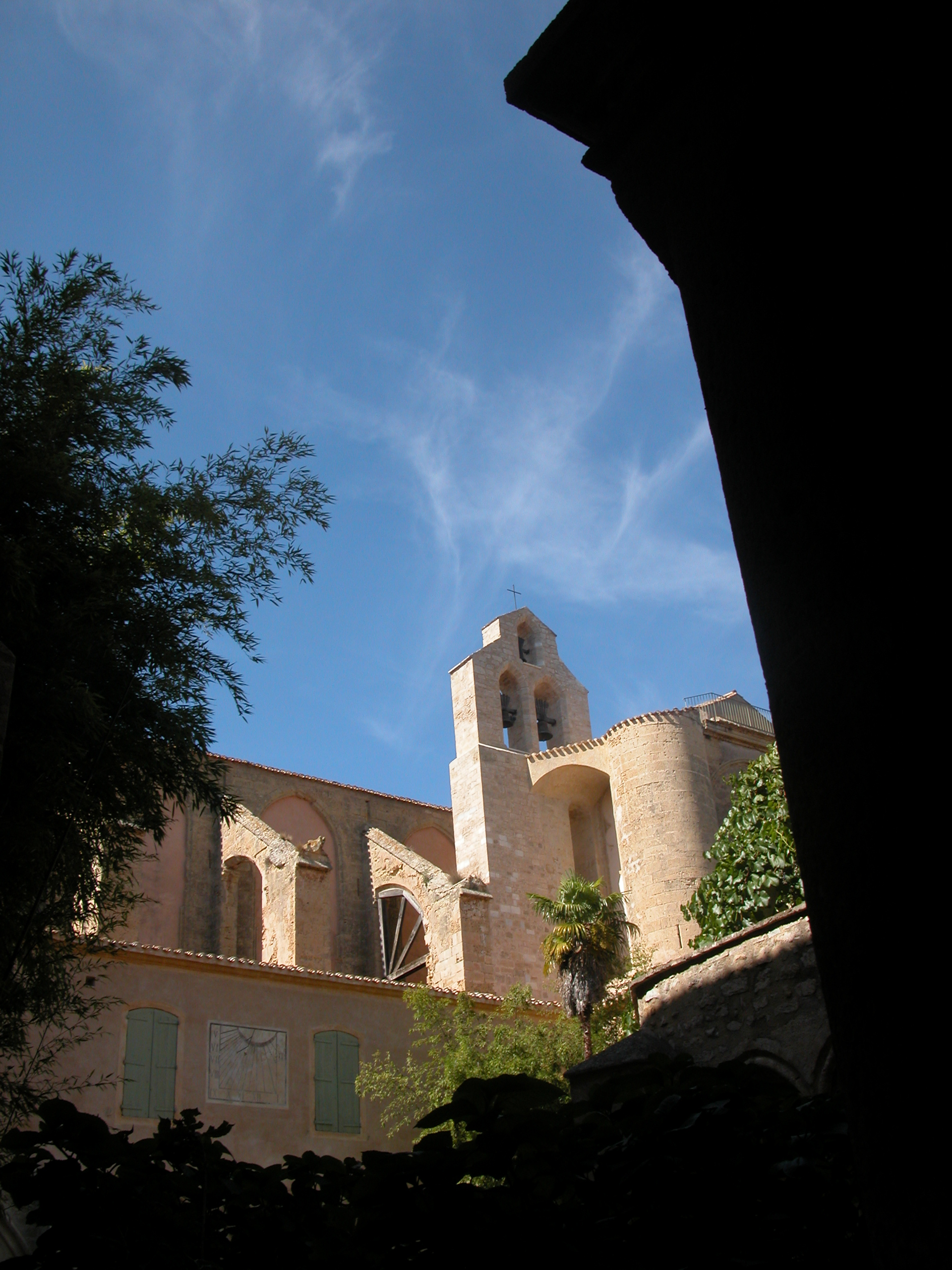
Église vue depuis le cloître.
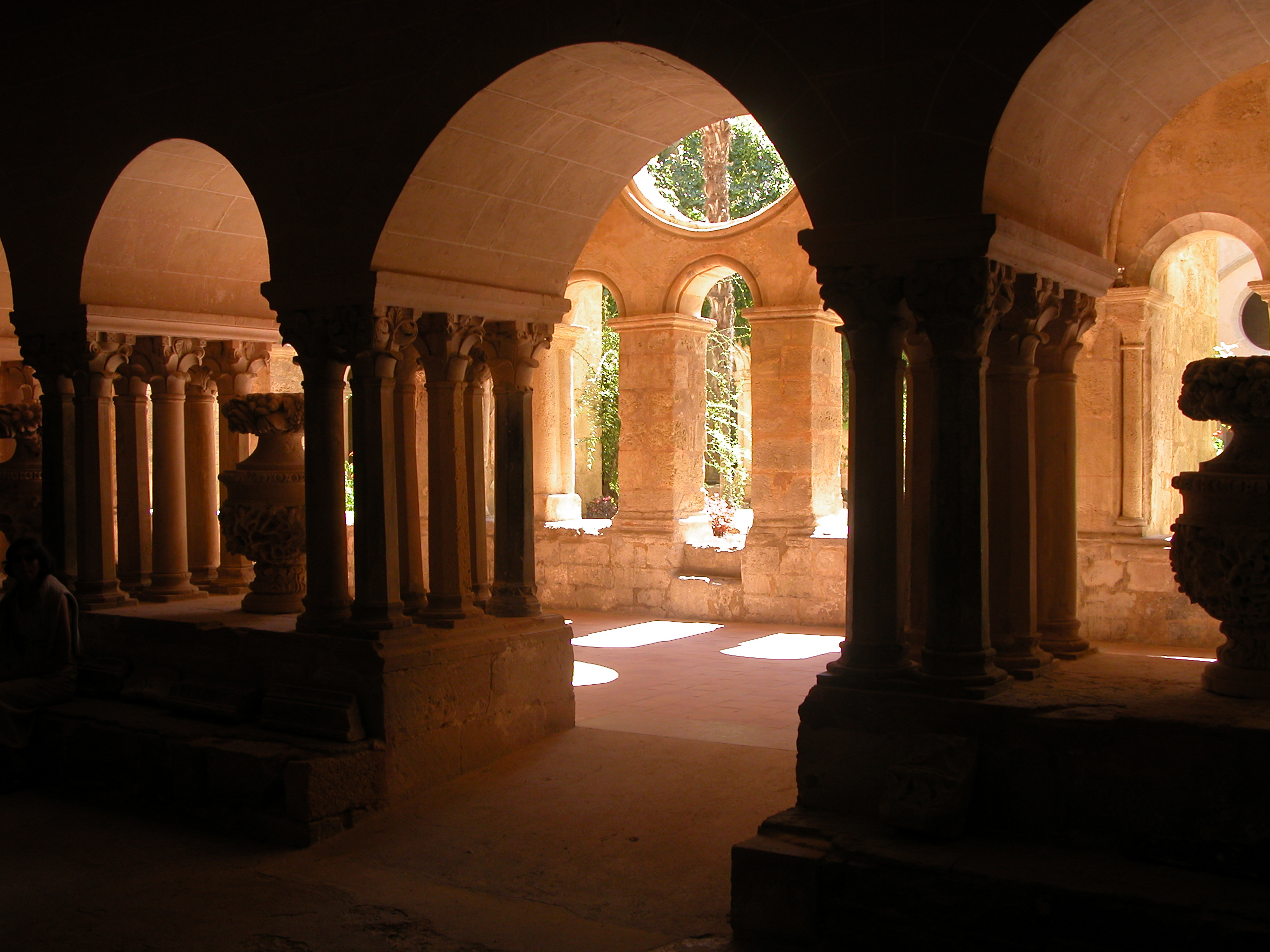
Chapître.
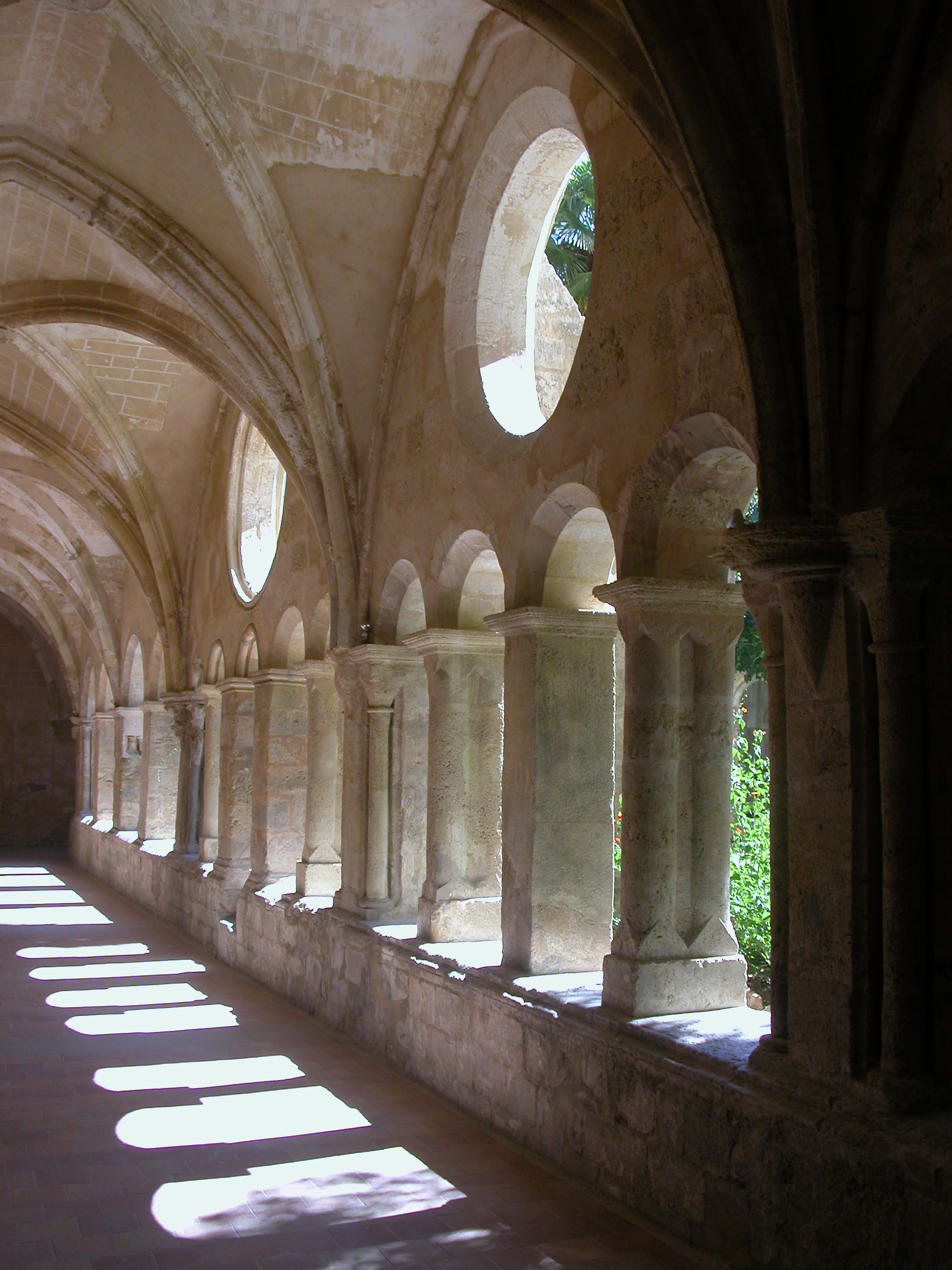
Cloître.
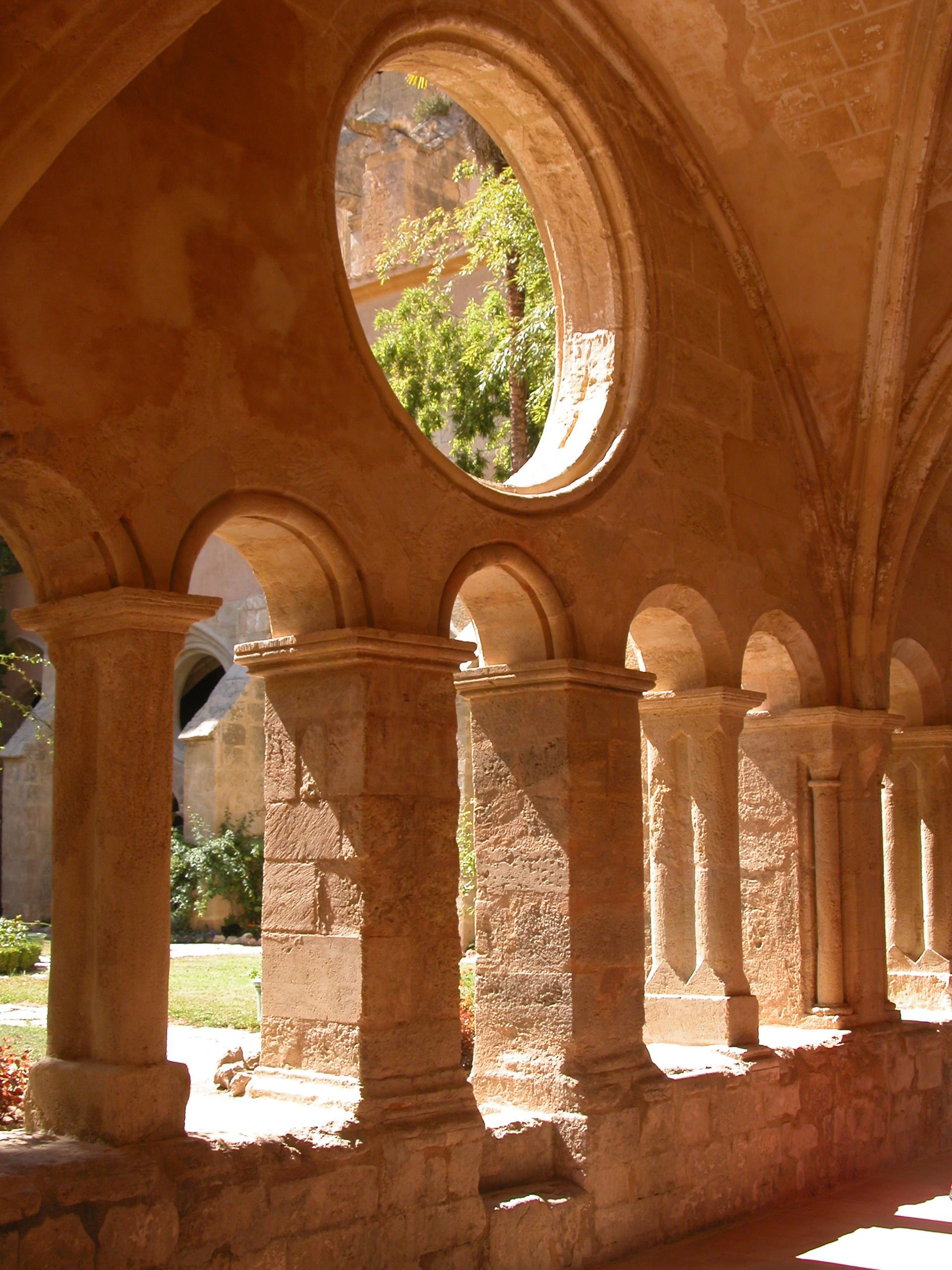
Cloître.
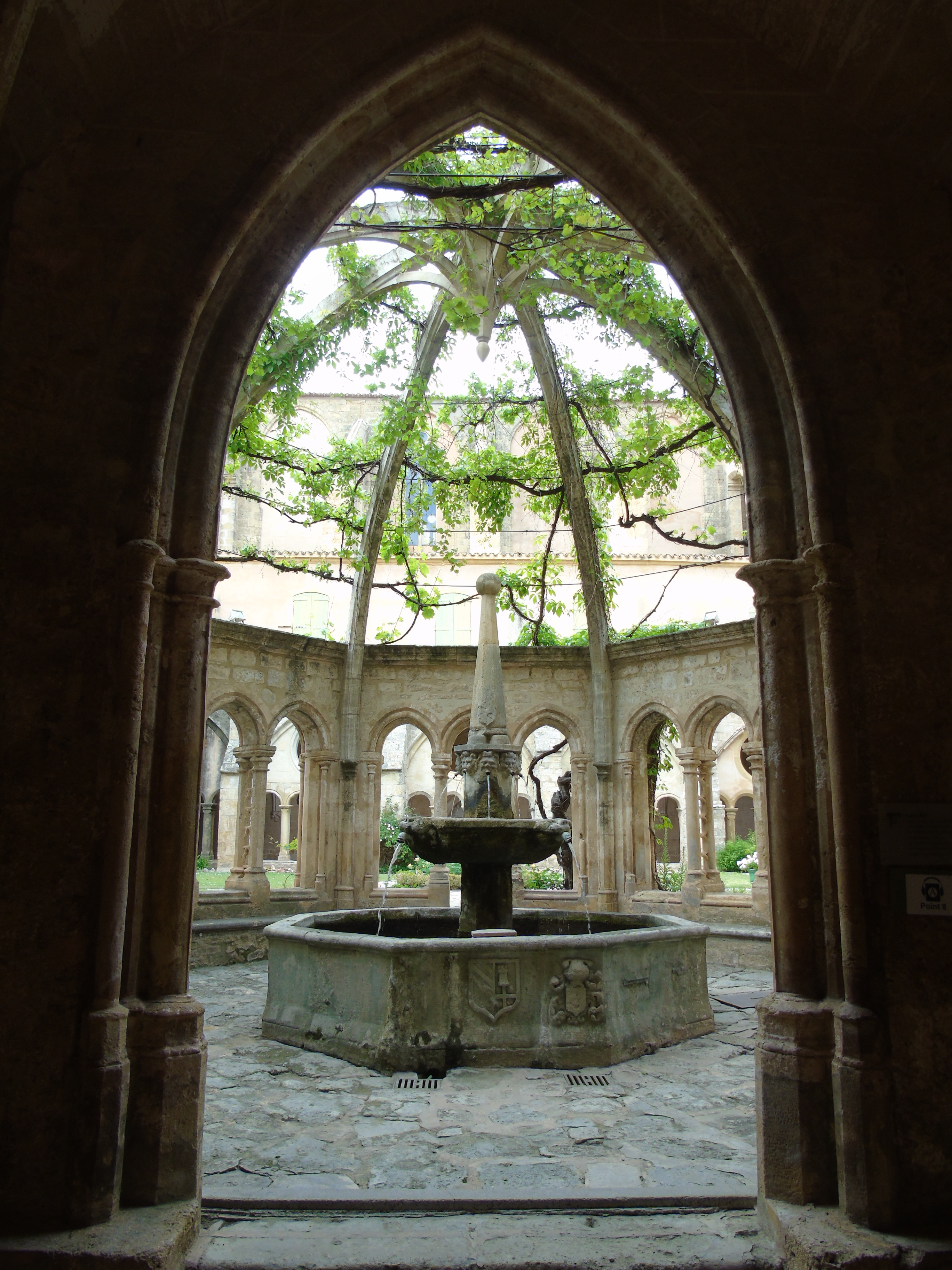
Lavabo.
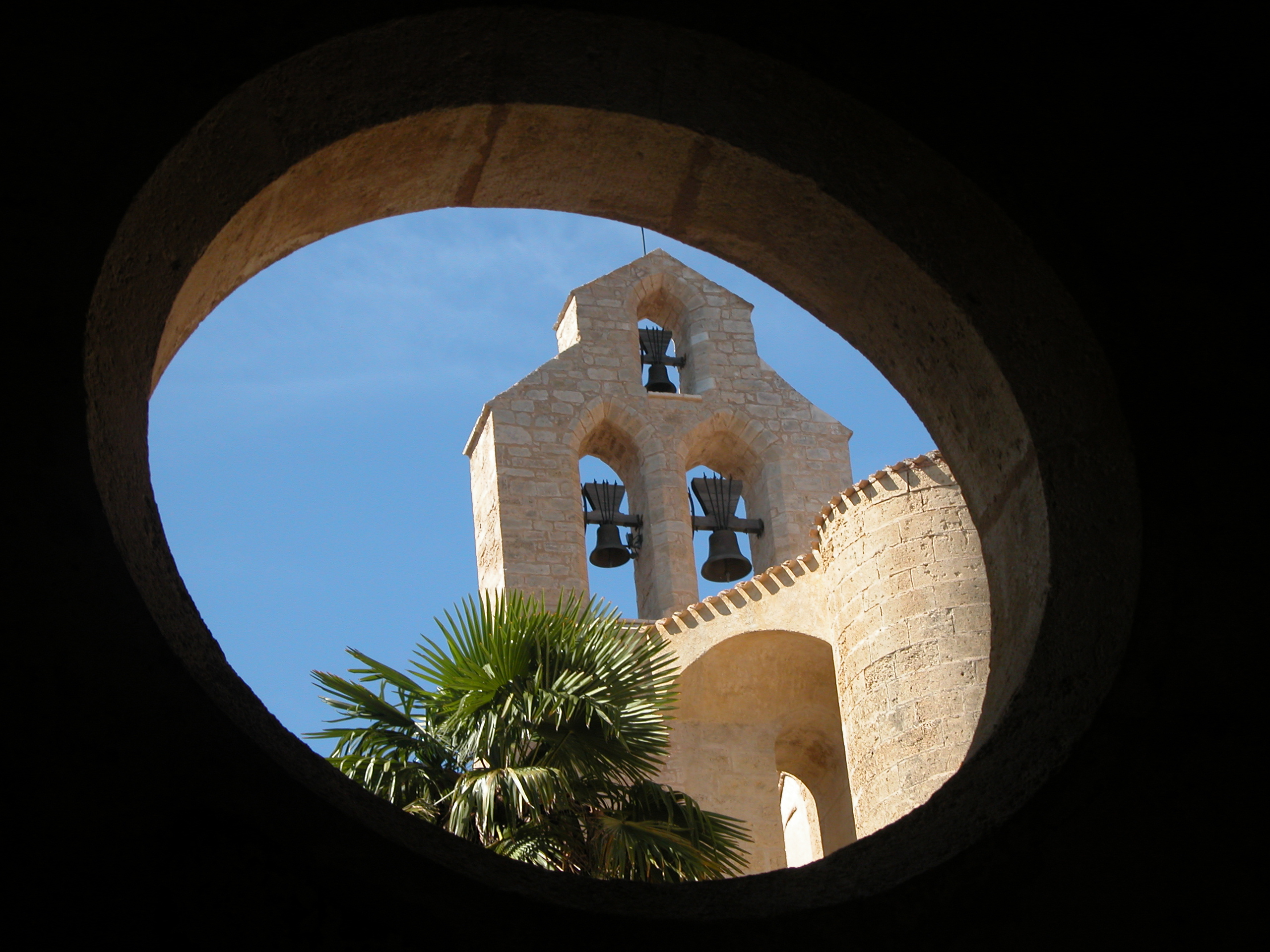
Clocheton.
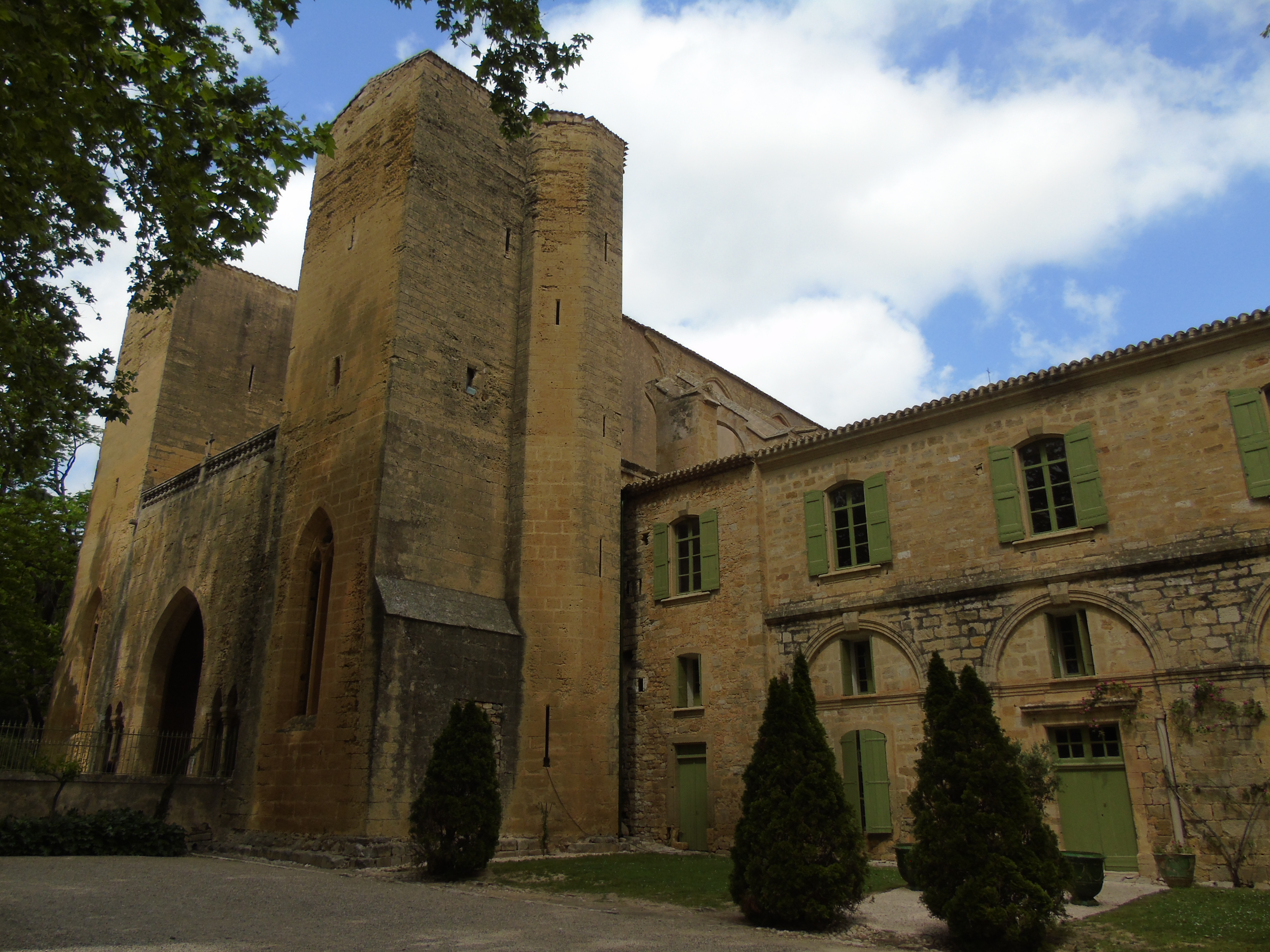
Extérieur.

## Abbés
- 1265 1268 - Bertrand d'Auriac, fait construire l'église abbatiale et fondateur à Montpellier du Collège de Valmagne, protégé du pape Clément IV.
- 1328-1328 -  Bernard II de Valsaintes, commit à cette date par le pape Jean XXII pour réformer l'abbaye, puis le transféra la même année à l'abbaye Notre-Dame de Candeil[20].

## Filiation et dépendances
L'abbaye est fille de celle de Bonnevaux. Elle possède les dépendances suivantes : 
Abbayes
- Abbaye de Vignogoul (Hérault), nonnes, à 25 km

Prieurés
Paroisses
Granges
- Mas du Novi (Ferme des novices), vignes
- Domaine des Bessilles à 2 km, vignes